# Stade Vélodrome
O Stade Vélodrome, Orange Vélodrome ou simplesmente Vélodrome, (Velódromo em francês) é um estádio localizado na cidade de Marseille, no sul da França, de propriedade da cidade de Marselha, e com capacidade para 67.394 espectadores.

## História

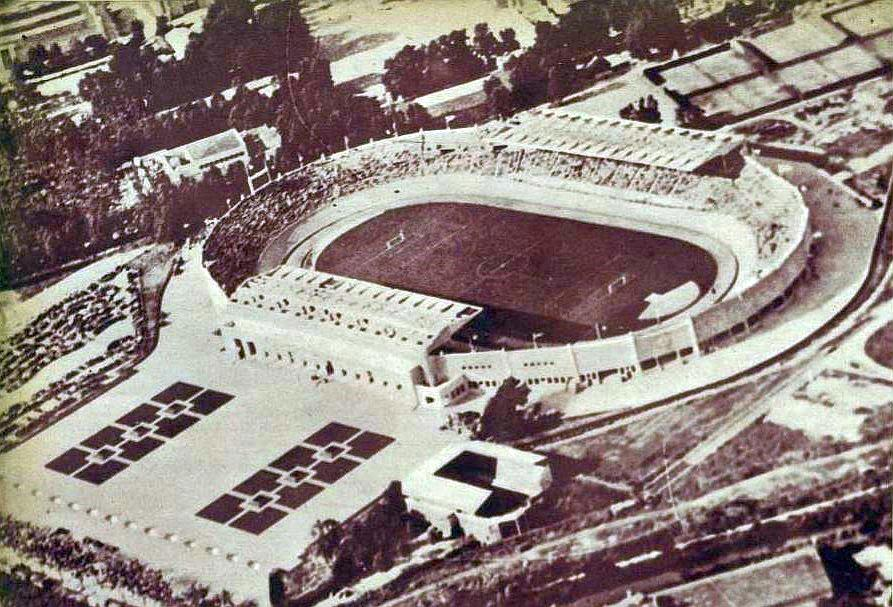
Stade Vélodrome em 1937.

Foi inaugurado em 13 de junho de 1937 num jogo entre Marseille e o time italiano do Torino, com vitória francesa por 2 a 1. O nome foi dado devido a antiga pista de ciclismo que ficava em volta do campo. Em 1984, com a Eurocopa, a pista foi retirada.
Na Copa do Mundo de 1938, recebeu dois jogos, entre eles, a semifinal entre Itália e Brasil, com vitória italiana por 2 a 1.
Ao vencer o Toulouse por 2 a 0 em 19 de outubro de 2014, OM bateu o recorde de público do Vélodrome, com 61.846 torcedores presentes. O recorde de público anterior era de 58.897 torcedores na semifinal da Copa da UEFA, quando Olympique de Marselha venceu o Newcastle United FC, em 6 de Maio de 2004. 
Foi reformado para receber jogos na Copa do Mundo de 1998, tendo a capacidade ampliada para os atuais cerca de 60.000 lugares, e abrigou mais dois jogos da Seleção Brasileira. A derrota por 2 a 1 para a Noruega e a vitória nos pênaltis sobre a Holanda, pelas semifinais. 
O estádio também abriga diversas partidas de rugby, incluindo seis da Copa do Mundo de Rugby de 2007.
É um dos estádios do Euro 2016.

## Jogos de Copa do Mundo FIFA
1938
| Data                | Hora  | Time 1 | Placar     | Time 2  | Fase          | Público |
| ------------------- | ----- | ------ | ---------- | ------- | ------------- | ------- |
| 5 de Junho de 1938  | 17:00 | Itália | 2-1 (pro.) | Noruega | Primeira Fase | 18.000  |
| 16 de Junho de 1938 | 18:00 | Itália | 2-1        | Brasil  | Semifinais    | 30.000  |

1998
| Data                | Hora  | Time 1     | Placar         | Time 2        | Fase              | Público |
| ------------------- | ----- | ---------- | -------------- | ------------- | ----------------- | ------- |
| 12 de Junho de 1998 | 21:00 | França     | 3-0            | África do Sul | Grupo C           | 55.077  |
| 15 de Junho de 1998 | 14:30 | Inglaterra | 2-0            | Tunísia       | Grupo G           | 54.587  |
| 23 de Junho de 1998 | 21:00 | Brasil     | 1-2            | Noruega       | Grupo A           | 55.000  |
| 27 de Junho de 1998 | 16:00 | Itália     | 1-0            | Noruega       | Oitavas-de-Finais | 55.000  |
| 4 de Julho de 1998  | 16:00 | Holanda    | 2-1            | Argentina     | Quartas-de-finais | 55.000  |
| 7 de Julho de 1998  | 21:00 | Brasil     | 1-1 (4-2 pen.) | Holanda       | Semifinais        | 54.000  |

## Fotos

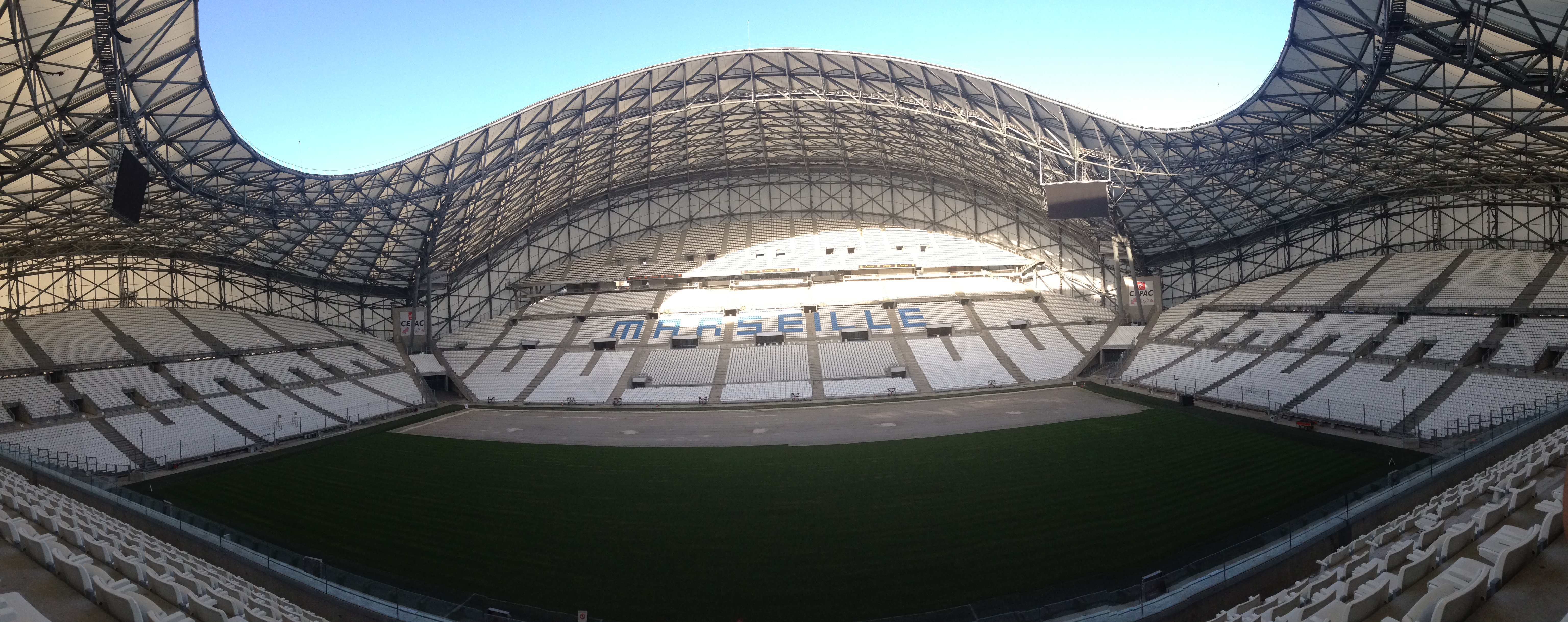
Panorama interior.
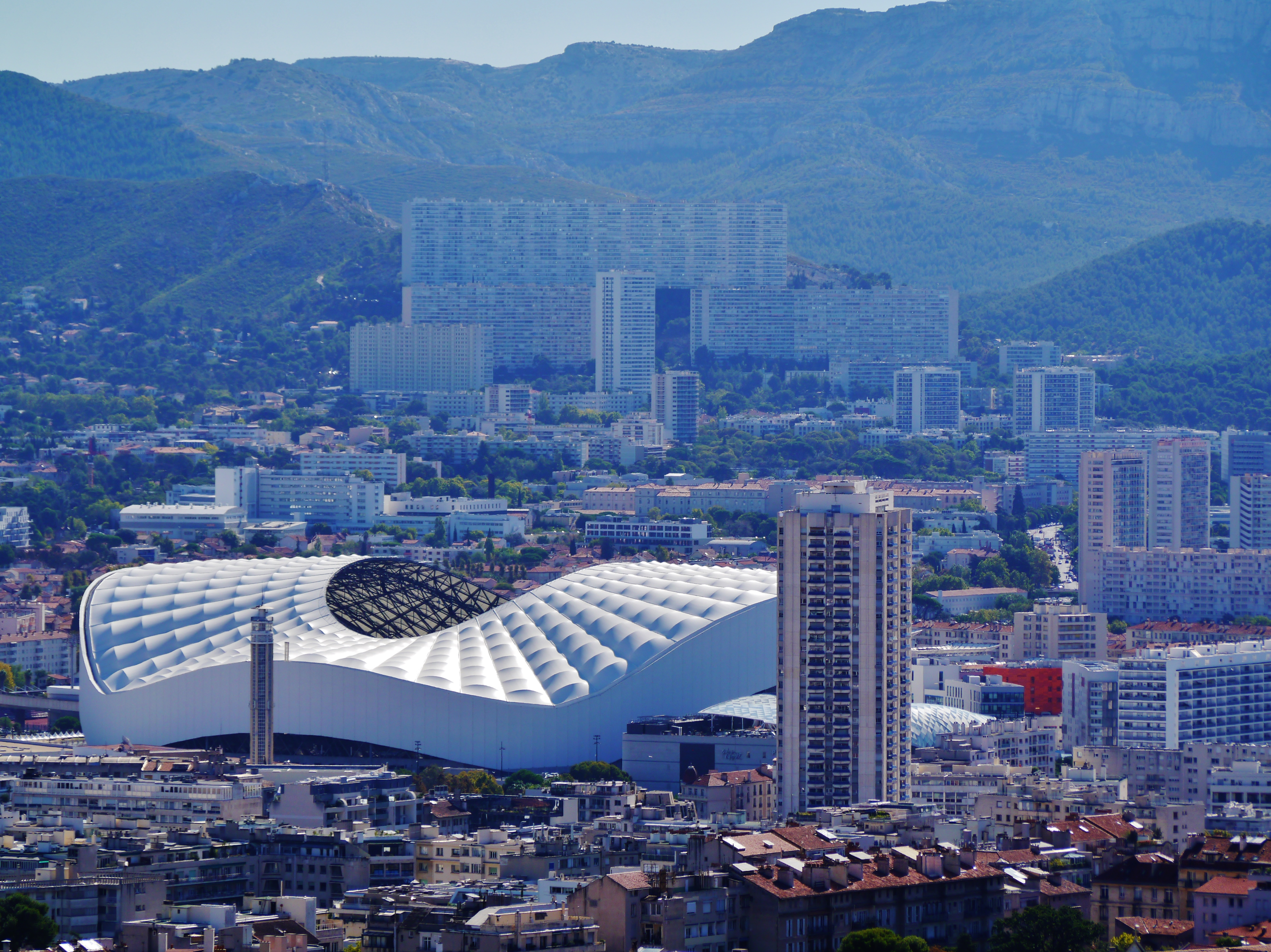
Vista do estádio da Basílica de Notre-Dame de la Garde.
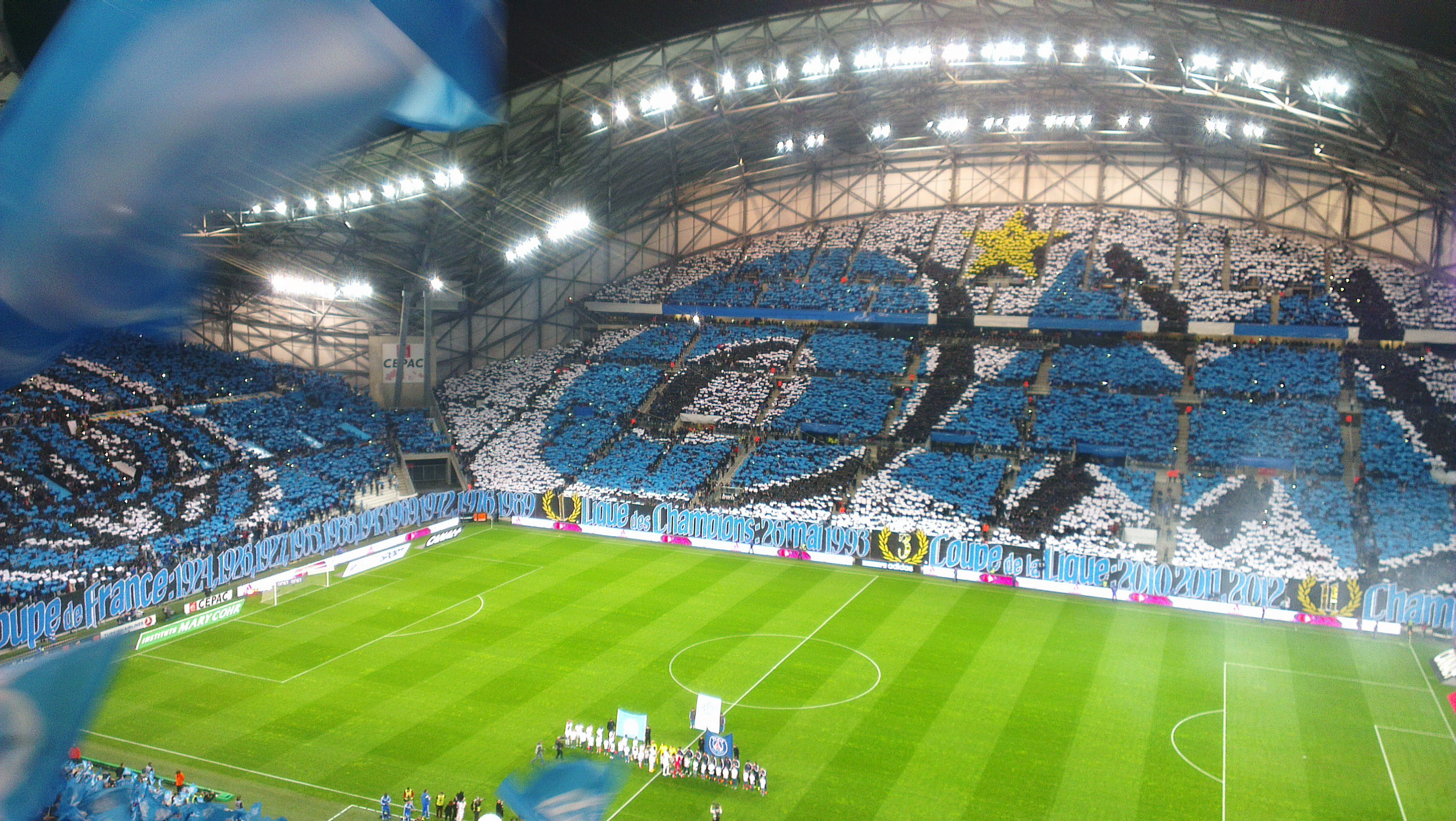
Preparação para o jogo entre Olympique de Marseille x Paris Saint-Germain para uma partida da Ligue 1 em 2015.